# Notpron

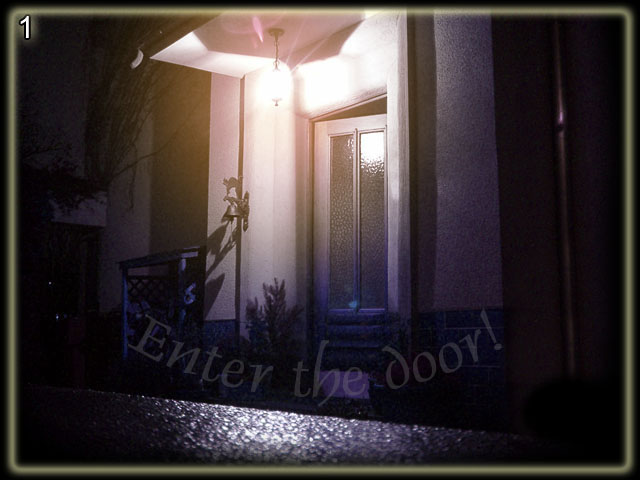
Imagen de la primera etapa del juego de rompecabezas electrónico Notpron

Notpron (también conocido como not pr0n) es un riddle lanzado en julio de 2004 por David Münnich, de Saarbrücken, Alemania. El rompecabezas tiene un formato lineal, es decir, se debe resolver cada nivel para poder pasar al siguiente. El juego requiere un alto nivel de atención e imaginación para encontrar las respuestas correctas. 
Notpron ha tenido más de 14,5 millones de visitantes,[cita requerida] de los cuales solo 66 han sido capaces de llegar hasta el final del rompecabezas, resolviendo los 140 niveles. Esto se debe a la dificultad elevada del último nivel (conocido como Nivel Nu). La respuesta al Nivel Nu cambia cada vez que alguien la consigue superar. Antes que el último nivel fuera añadido en agosto, el rompecabezas había sido resuelto por 168 personas.
El 23 de octubre de 2020, y en motivo de la persona número 100 en finalizar el juego, se cierra el nivel Nu y el sistema de certificados para aquellos que finalizan el juego.
Spiegel Online en enero de 2006 describió el juego como uno de los rompecabezas más difíciles en internet y un modelo para sitios web como Frvade. Al tratarse de uno de los primeros, más conocido y más jugados rompecabezas en línea de este tipo, ha sido fuente de inspiración para otros creadores de otros rompecabezas de este género.
El juego se ofrece en inglés, alemán y chino.
Su nombre porviene de la unión de dos palabras en inglés: not (no) y pron o pr0n, que en argot de Internet sería el equivalente a pornography (pornografía). Por lo tanto, el nombre puede ser traducido como not pornography (no pornográfico). Su nombre proviene de un rompecabezas en línea anterior [thisisnotporn.com], que inspiró a Münnich a crear su propio rompecabezas.
Inicialmente en juego estaba formado por 5 niveles y cada semana se añadían 2 o 3 nuevos. En julio de 2005, el creador cesó de crear nuevos niveles, dejando el número en 139. El nivel adicional fue lanzado a finales de agosto de 2008.
En mayo de 2006 Münnich creó un certificado para aquellos que habían solucionado el rompecabezas. Este certificado menciona que el poseedor tiene conocimientos en edición de audio y de imagen, lenguaje HTML, ordenadores, comprensión musical, persistencia y lógica.
El juego puede presentar problema en algunos navegadores como Opera y Safari, debido a que el sonido digital y los gráficos puedes ser interpretados parcialmente. Sin embargo, el uso de Microsoft's Internet Explorer está recomendado. Para niveles altos, programas adicionales como editior digital de audio y graphics software pueden ser necesarios. Es posible resolverlo usando exclusivamente free software, con programas como GIMP o Audacity.